# Congocepheus heterotrichus
Congocepheus heterotrichus är en kvalsterart som beskrevs av Balogh 1958. Congocepheus heterotrichus ingår i släktet Congocepheus och familjen Carabodidae. Inga underarter finns listade i Catalogue of Life.